# Adolf von Arnim-Boitzenburg
Pour les articles homonymes, voir Famille Arnim et Arnim (homonymie).
Adolf von Arnim-Boitzenburg (né le 12 décembre 1832 à Boitzenburg et mort le 15 décembre 1887) est un homme politique prussien du XIXe siècle.

## Biographie
Le comte Dietlof Friedrich Adolf von Arnim-Boitzenburg est le fils du comte Adolf Heinrich von Arnim-Boitzenburg, homme d'état prussien. Il fait ses études à Posen, Berlin, et Torgau. Après des études de Droit à Göttingen où il devient membre du Corps Saxonia Göttingen, il rejoint la haute fonction publique. Il est affecté à Berlin, à Mersebourg, puis à Potsdam. Pendant la guerre prusso-danoise de 1864 et la guerre franco-allemande de 1870, Adolf von Arnim-Boitzenburg sert comme officier d'ordonnance.
De 1867 à 1873, Adolf von Arnim-Boitzenburg assume les fonctions d'administrateur de l'arrondissement de Templin. Finalement député du Reichstag, il est affecté dans l'Alsace-Lorraine, prenant la présidence du district de Lorraine en 1873. De 1874 à 1877, il fait fonction de haut président de la province de Silésie, poste qu'il abandonne après la condamnation de son frère Harry von Arnim à une peine de prison. À partir de 1868, Adolf von Arnim-Boitzenburg fut membre de la chambre des seigneurs de Prusse, et resta membre du Reichstag, de 1871 à 1884.
Il préside le Reichstag.

## Famille
Arnim épouse le 6 juillet 1865 la comtesse Mathilde von Schweinitz und Krain (de), née baronne von Kauder (1841-9 septembre 1874). Le couple a plusieurs enfants :
- Guido Adolf Georg Dietlof (né le 22 août 1867 et mort le 15 avril 1933) marié en 1893 avec la comtesse Alexandra zu Eulenburg (de) (né le 3 juillet 1868 et mort le 28 avril 1943)
- Adolf Julius Albrecht Bernd (de) (né le 17 décembre 1868 et mort le 3 octobre 1945)

marié en 1897 (divorce en 1923) avec Bertha comtesse von der Schulenburg (1874–1949)
marié en 1924 avec Gertrud Hirche
- Flora Mathilde Karoline Dorothea (née le 22 novembre 1871 et morte le 28 janvier 1945) avec Walter Schmidt von Schmidtseck (né le 22 septembre 1865 et mort le 28 janvier 1945)

Après la mort de sa première femme, il épouse Euphemie Helene von Schweinitz und Krayn (née le 25 avril 1846 et mort le 9 janvier 1930) à Verahof le 30 novembre 1875, la sœur de sa première épouse. Le couple a plusieurs enfants :
- Friedrich Abraham Jakob Adolf (né le 17 juillet 1878)
- Helene Mathilde (née le 26 juin 1876)